# 潜蝇姬小蜂属
潜蝇姬小蜂属（学名：Diglyphus）是小蜂总科姬小蜂科（Eulophidae）下的一个属，已知有42个有效种，模式种为卡布潜蝇姬小蜂（Diglyphus chabrias）。是潜叶蝇的天敌。